# Kirgizistans herrlandslag i bandy
Kirgizistans herrlandslag i bandy representerar Kirgizistan i bandy på herrsidan. Kirgizistan debuterade i en sanktionerad tävling genom att ställa upp med ett lag i Asiatiska vinterspelen 2011 i Almaty i Kazakstan. VM-debuten kom 2012 då en C-grupp spelades för första gången. Därefter har man inte deltagit.

## VM 2012
Kirgizistans trupp i Bandy-VM i Almaty 2012:
- Förbundskapten:  Nijazbek Alijev

| Pos.       | Nr | Spelare                |
| ---------- | -- | ---------------------- |
| MV         | 22 | Adilet uulu Zhyrgalbek |
| MV         | 1  | Ruslan Kadiev          |
| Utespelare | 00 | Urmatbek Shmyrkanov    |
| Utespelare | 14 | Arlen Kydyrbayev       |
| Utespelare | 17 | Aman Uulu Essen        |
| Utespelare | 7  | Urmat Zhanybekov       |
| Utespelare | 11 | Kanaybek Omurbekov     |
| Utespelare | 3  | Tologo Uulu Zholdosh   |
| Utespelare | 15 | Kanat Uulu Abylmechin  |
| Utespelare | 21 | Rahat Abyshev          |
| Utespelare | 13 | Niyazbek Aliev         |
| Utespelare | 18 | Mukhtarbek Tynymseitov |
| Utespelare | 2  | Ramis Zhumataev        |
| Utespelare | 19 | Berdibek Imanbekov     |
| Utespelare | 9  | Isa Kalashnikov        |
| Utespelare | 20 | Sanzhar Alymkulov      |